# Fredric Wertham
Dr. Fredric Wertham, nascido Friedrich Ignatz Wertheimer (20 de março de 1895 - 18 de novembro de 1981) foi um psiquiatra, pesquisador e escritor alemão, Whertam se mudou pros Estados Unidos, onde se tornou professor. Ele protestava contra os efeitos supostamente nocivos de imagens violentas na mídia de massa e revistas em quadrinhos sobre o desenvolvimento das crianças, em seu livro Seduction of the Innocent (1954), no qual argumentava que as histórias em quadrinhos contribuíam para a delinquência juvenil.
Um de seus grandes feitos foi a criação da Clínica Lafargue no Harlem, onde oferecia atendimento psiquiátrico gratuito à população negra de baixa renda, um feito notável em uma época marcada pela forte discriminação racial no sistema de saúde mental urbano. Sua atuação foi pioneira ao proporcionar um espaço de cuidado acessível e humanizado, tendo impacto duradouro em práticas de saúde pública. Wertham também se destacou no meio acadêmico, publicando um livro-texto definitivo sobre o cérebro, além de pesquisas importantes sobre os efeitos do estresse institucional. Seus estudos foram citados em casos judiciais emblemáticos, como o histórico Brown v. Board of Education (1954), que derrubou leis de segregação racial nas escolas dos Estados Unidos.

## Primeiros Anos
Wertham nasceu Friedrich Ignatz Wertheimer em 20 de março de 1895, em Nuremberg, em uma família judaica de classe média, filha de Sigmund e Mathilde Wertheimer. Ella Winter (originalmente Wertheimer) era um parente. Ele só mudou seu nome legalmente para Fredric Wertham em 1927. Estudou no King's College de Londres, nas universidades de Munique e Erlangen, e se formou com um diploma de dourado em medicina. pela Universidade de Würzburg em 1921. Ele foi fortemente influenciado pelo Dr. Emil Kraepelin, professor de psiquiatria clínica na Universidade de Munique, e trabalhou brevemente na Clínica Kraepelin em Munique em 1922. Kraepelin enfatizava os efeitos do ambiente e do contexto social no desenvolvimento psicológico. Nessa época, Wertham correspondeu-se e visitou Sigmund Freud, que o influenciou a escolher a psiquiatria como sua especialidade.

## Carreira

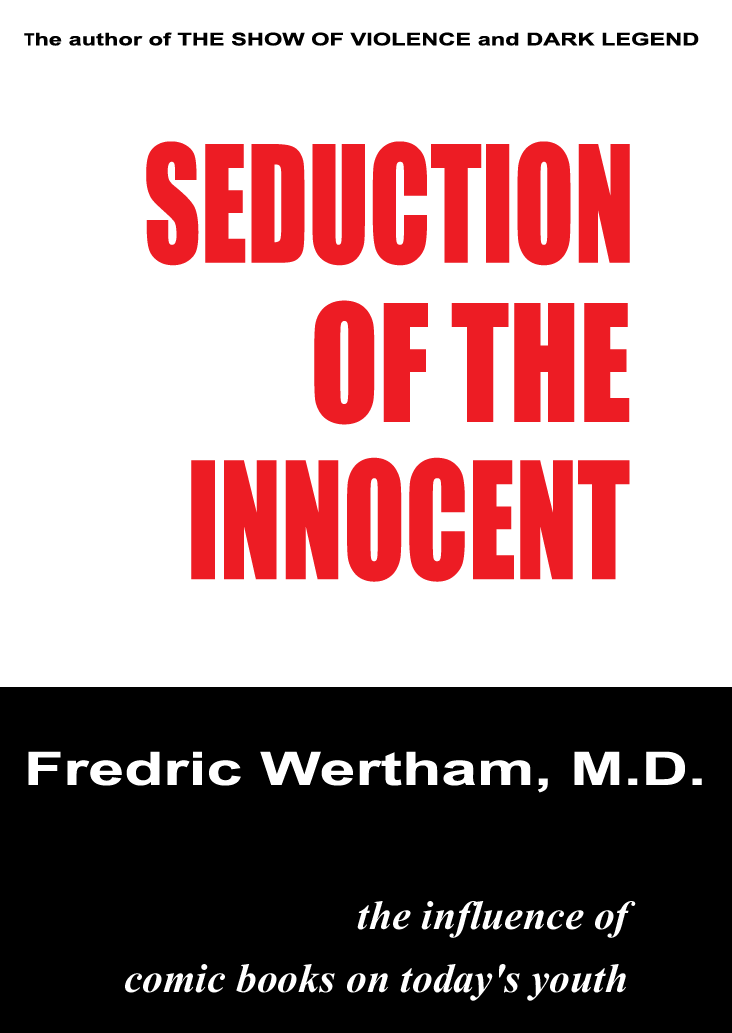
Capa do livro Seduction of the Innocent

Em 1922, aceitou um convite para ir aos Estados Unidos trabalhar com Adolf Meyer na Clínica Psiquiátrica Phipps do Hospital Johns Hopkins, em Baltimore, Maryland. Tornou-se cidadão norte-americano e casou-se com a escultora Florence Hesketh em 1927. Em 1932, mudou-se para Nova York para assumir um cargo sênior na Clínica de Higiene Mental Bellevue, ligada ao Tribunal de Sessões Gerais de Nova York, onde todos os criminosos condenados passavam por exame psiquiátrico utilizado no julgamento. Em 1935, testemunhou pela defesa no julgamento do assassino em série canibal e estuprador de crianças Albert Fish, declarando-o insano. Em 1946, Wertham abriu a Clínica Lafargue no porão da Igreja de São Filipe, no Harlem, uma clínica psiquiátrica de baixo custo especializada no tratamento de adolescentes negros. A clínica era financiada por doações voluntárias.

## Seduction of the Innocente as audiências no Senado
A partir de 1948, ele se juntou a uma campanha contra as revistas em quadrinhos. Em especial, uma entrevista publicada na revista semanal Collier's Weekly intitulada Horror in the Nursery e o artigo The Psychopathology of Comic Books na revista científica The American Journal of Psychotherapy. Wertham não está sozinho em criticar os quadrinhos, mas suas qualificações científicas e perito citado pelas autoridades em muitos casos judiciais tornam particularmente convincente.
Seu livro mais conhecido foi Seduction of the Innocent (1954), que sugeriu que os quadrinhos eram perigosos para as crianças.
Seduction of the Innocent descrevia representações explícitas ou implícitas de violência, sexo, uso de drogas e outros conteúdos adultos nos "quadrinhos de crime", um termo usado por Wertham para designar não apenas os populares títulos de gângsteres e assassinatos da época, mas também quadrinhos de super-heróis e de terror e afirmava, com base principalmente em evidências anedoticas não documentadas, que a leitura desse material incentivava comportamentos semelhantes em crianças.
Os quadrinhos, especialmente os títulos de crime e terror lançados pela EC Comics, realmente apresentavam imagens grotescas; Wertham reproduziu muitas delas, apontando o que considerava temas mórbidos recorrentes, como "ferimentos no olho" (como em Murder, Morphine and Me, de Jack Cole, criador do Homem Elástico, publicado na True Crime Comics nº 2, maio de 1947; a protagonista Mary Kennedy quase é perfurada no olho por um viciado com uma seringa, em uma sequência de sonho).
Muitas de suas outras especulações, especialmente sobre temas sexuais ocultos (como imagens de nudez feminina disfarçadas em músculos ou cascas de árvores, ou a ideia de que Batman e Robin seriam amantes), foram recebidas com ceticismo por profissionais de saúde mental, mas encontraram eco entre os defensores da "moral pública", como o senador Estes Kefauver, que convocou Wertham para testemunhar perante o Subcomitê do Senado sobre Delinquência Juvenil.
Em um extenso depoimento ao comitê, Wertham repetiu os argumentos de seu livro e apontou os quadrinhos como causa principal da criminalidade juvenil. O professor Bart Beaty observa: "Wertham repetiu seu apelo por legislação nacional com base no ideal de saúde pública que proibiria a circulação e a exibição de quadrinhos para crianças com menos de quinze anos". O interrogatório seguinte, com o editor da EC, William Gaines, focou-se em cenas violentas como as que Wertham havia condenado. Embora o relatório final do comitê não culpasse diretamente os quadrinhos pela delinquência, recomendou que a indústria atenuasse o conteúdo por vontade própria; interpretado como uma ameaça de censura, os editores criaram o Comics Code Authority para censurar seu próprio conteúdo. O código baniu não apenas imagens violentas, mas também palavras e conceitos inteiros (como "terror" e "zumbis") e determinava que criminosos sempre deviam ser punidos, destruindo os títulos ao estilo EC e restando apenas quadrinhos de super-heróis mais “limpos”.
Citando um dos argumentos de Wertham, que 95% das crianças em instituições para menores liam quadrinhos, o que ele usava como “prova” de que os quadrinhos causavam delinquência (um exemplo da falácia lógica “correlação implica causalidade”), Stan Lee afirmou: “Ele dizia coisas que impressionavam o público, era como gritar ‘fogo’ num teatro, mas havia pouca validade científica. E como ele era médico, as pessoas levavam o que dizia a sério, e isso deu início a toda uma cruzada contra os quadrinhos.”
Seduction of the Innocent também analisava os anúncios presentes nos quadrinhos dos anos 1950 e o contexto comercial em que essas publicações existiam. Wertham se opunha não apenas à violência nas histórias, mas também ao fato de rifles de ar e facas serem anunciados junto a elas. Ele também denunciou as práticas de venda casada adotadas pelos distribuidores de quadrinhos. Lojistas que tentavam se recusar a vender títulos considerados violentos ou imorais, como os da EC Comics, eram pressionados a aceitar todos os títulos da distribuidora, ou então ficariam sem acesso aos quadrinhos mais populares e rentáveis. Wertham considerava isso uma forma de chantagem comercial. Em 1954, Wertham também foi o psiquiatra indicado pelo tribunal no julgamento dos "Brooklyn Thrill Killers". Quando o líder do grupo, de 18 anos, disse que lia apenas quadrinhos, Wertham concluiu que as histórias em quadrinhos eram responsáveis pelos seus crimes.

## Fase posterior da carreira

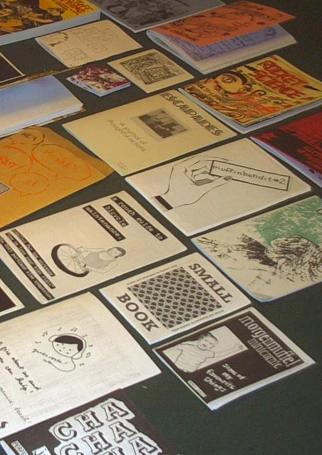
Os fanzines também foram objeto de estudo de Wertham, porém, analisados de forma mais positiva que os quadrinhos.

As opiniões de Wertham sobre a mídia de massa acabaram ofuscando suas preocupações mais amplas com a violência e com a superproteção infantil. Seus textos sobre os efeitos da segregação racial foram usados como evidência no histórico caso da Suprema Corte Brown v. Board of Education. Parte de seu livro de 1966, A Sign for Cain, tratava da participação de médicos no Holocausto. Para divulgar esse livro, Wertham participou duas vezes do Mike Douglas Show, onde acabou debatendo suas teorias com os coapresentadores Barbara Feldon (10 de abril de 1967) e Vincent Price (19 de junho de 1967). Trechos dessas participações foram exibidos na San Diego Comic-Con em 2003.
O professor Bart Beaty, da Universidade de Calgary, o único autorizado a acessar os arquivos pessoais de Wertham antes de serem liberados em 2010, revelou que Wertham tentou, em 1959, publicar uma continuação de Seduction of the Innocent sobre os efeitos da televisão nas crianças, intituladaThe War on Children (A Guerra contra as Crianças). Para sua frustração, nenhuma editora quis publicar a obra.
Wertham sempre negou que fosse a favor da censura ou era contra os quadrinhos, e em 1970 ele se concentrou o seu interesse sobre os aspectos benignos da subcultura do fandom de quadrinhos e ficção científica; em seu último livro, The World of Fanzines (1973), ele concluiu que fanzines eram "um exercício construtivo e saudável de impulsos criativos". Isso levou a um convite para Wertham discursar na "New York Comic Art Convention". Ainda infame para a maioria dos fãs de quadrinhos da época, Wertham encontrou suspeitas e questionamentos na convenção e parou de escrever sobre quadrinhos depois disso.
Antes de se aposentar, foi professor de psiquiatria na Universidade de Nova York, psiquiatra sênior no Departamento de Hospitais da cidade e diretor da Clínica de Higiene Mental do Bellevue Hospital Center.

## Morte
Wertham faleceu em 18 de novembro de 1981, em sua casa de repouso em Kempton, Pensilvânia, aos 86 anos.

## Acusações de dados falsificados
Após a liberação dos manuscritos de Wertham pela Biblioteca do Congresso em 2010, a professora Carol Tilley, da Universidade de Illinois, investigou sua pesquisa e concluiu que suas conclusões eram, em grande parte, infundadas. Em um estudo de 2012, Tilley escreveu: “Wertham manipulou, exagerou, comprometeu e fabricou evidências, especialmente aquelas que atribuía a pesquisas clínicas com jovens para fins retóricos.”
Entre as críticas feitas ao Seduction of the Innocent estão o uso de uma amostra não representativa de jovens já com distúrbios mentais, a apropriação de histórias de colegas como se fossem suas, e a manipulação de declarações de adolescentes, omitindo passagens ou reescrevendo trechos para melhor se encaixarem em sua tese.

## Legado
Os documentos de Wertham (incluindo o manuscrito inédito de The War on Children) foram doados à Biblioteca do Congresso e estão sob os cuidados da Divisão de Manuscritos. Estão disponíveis para pesquisa desde 20 de maio de 2010. Um registro do conteúdo foi preparado, evidenciando o alcance eclético dos interesses de Wertham.
Em 2014, o cineasta Robert A. Emmons Jr. lançou o documentário Diagram for Delinquents, detalhando a complexa e controversa história de Fredric Wertham e os quadrinhos nas décadas de 1940 e 1950. O objetivo do filme era oferecer um retrato mais completo de Wertham do que o mostrado em documentários anteriores sobre quadrinhos.
Sua militância foi citada na decisão da Suprema Corte dos EUA no caso Brown v. Entertainment Merchants Association, de 2011.
Will Eisner na revista The Spirit lançou uma história (provavelmente escrita por seu assistente Jules Feiffer) que parodiava a histeria anti-quadrinhos. Escrita e ilustrada no estilo da EC, tendo como narrador um professor acadêmico, mencionado de passagem como o professor de psiquiatra Dr Wolfgang Worry que conduz uma "queima semanal de livros".
Wertham foi satirizado como “Dr. Bertham”, um personagem sequestrado e transformado em monstro por um cientista louco em The Brute nº 2 (abril de 1975), da Seaboard Comics.
A edição nº 1 de Radioactive Man, quadrinho da série animada Os Simpsons da Bongo Comics, mostra uma coleção de quadrinhos de um menino que satirizam a visão negativa de Wertham sobre os quadrinhos. Incluem títulos como Crime Does Pay (violência e gore), Headlights (mulheres com seios exageradamente pontiagudos), Stab (fixação patológica por ferimentos nos olhos) e Tales of Revolting Filth (que resume todas as demais categorias). Wertham também é parodiado na história.
Segundo material complementar da série da HBO Watchmen, no universo fictício da série, Fredric Wertham criou um sistema para catalogar o estado mental dos aventureiros mascarados.
O personagem Dr. Fredreich “Werthers” da última temporada de Riverdale, série da CW, foi baseado em Wertham.
Wertham aparece no quinto livro da série Cat Kid Comic Club, de Dav Pilkey, na história em quadrinhos curta I Am Dr. Fredric Wertham, escrita por um dos personagens.